# 파올로 몬테로
파올로 몬테로(Paolo Montero, 1971년 9월 3일~)는 우루과이의 전 축구 선수이자 감독이다. 과거 유벤투스 FC에서 10시즌을 뛰었으며 2002년 FIFA 월드컵과 2004년 코파 아메리카에서 우루과이 국가대표로 뛰었었다.